# Élections législatives de 1910 dans l'Allier
Les élections législatives de 1910 ont eu lieu les 24 avril et 8 mai 1910.

## Résultats à l'échelle du département
| Partis         | Partis                                           | Premier tour | Premier tour | Deuxième tour | Deuxième tour | Sièges |
| Partis         | Partis                                           | Voix         | %            | Voix          | %             | Sièges |
| -------------- | ------------------------------------------------ | ------------ | ------------ | ------------- | ------------- | ------ |
|                | Section française de l'Internationale ouvrière   | 41 650       | 41,77        |               |               | 4      |
|                | Parti républicain, radical et radical-socialiste | 17 761       | 17,81        |               |               |        |
|                | Socialistes indépendants                         | 13 608       | 13,65        |               |               | 1      |
|                | Conservateur                                     | 11 517       | 11,55        |               |               |        |
|                | Radicaux indépendants                            | 10 839       | 10,87        |               |               | 1      |
|                | Fédération républicaine                          | 4 025        | 4,04         |               |               |        |
|                | Divers                                           | 313          | 0,31         |               |               |        |
|                |                                                  |              |              |               |               |        |
| Inscrits       | Inscrits                                         |              | 100,00       |               | 100,00        | 6      |
| Votants        |                                                  |              |              |               |               |        |
| Abstentions    |                                                  |              |              |               |               |        |
| Blancs et nuls |                                                  |              |              |               |               |        |
| Exprimés       | Exprimés                                         | 99 713       |              |               |               |        |